# ريشارد دونر
ريشارد دونر (بالإنجليزية: Richard Donner)‏ (30 أبريل 1930 في نيويورك) هو مخرج وممثل أمريكي.

## حياته وأعماله
كان منذ نهاية الخمسينات من القرن الماضي أولا مخرج للكثير من السلسلات التلفزيونية مثل (Twilight Zone)، أصبح أكثر شهرة في أواخر السبعينات من خلال إخراجه للأفلام الناجحة مثل سوبرمان عام 1978 وفيلم الطالع عام 1976. عُرف أيضا كمخرج سلسلة افلام «الأسلحة الفتاكة» مع الممثلين الرئيسين ميل غيبسون وداني غلوفر.
كممثل قام دونر بتمثيل أدوار صغيرة في أفلامه الخاصة.

## الوفاة
توفي ريشارد دونر في 5 يوليو 2021 عن عمر ناهز الحادية والتسعين.

## روابط خارجية
- ريشارد دونر على موقع IMDb (الإنجليزية)
- ريشارد دونر على موقع الموسوعة البريطانية (الإنجليزية)
- ريشارد دونر على موقع روتن توميتوز (الإنجليزية)
- ريشارد دونر على موقع مونزينجر (الألمانية)
- ريشارد دونر على موقع ألو سيني (الفرنسية)
- ريشارد دونر على موقع أول موفي (الإنجليزية)
- ريشارد دونر على موقع بوكس أوفيس موجو (الإنجليزية)
- ريشارد دونر على موقع قاعدة بيانات الأفلام السويدية (السويدية)
- ريشارد دونر على موقع إن إن دي بي (الإنجليزية)
- ريشارد دونر على موقع قاعدة بيانات الفيلم (الإنجليزية)